# Shenzhen KRS
Shenzhen Kunlun Red Star (chinesisch 深圳崑崙鴻星 / 深圳昆仑鸿星) ist ein chinesisches Fraueneishockeyteam aus Shenzhen, das 2017 als Kunlun Red Star Women's Ice Hockey (chinesisch 深圳崑崙鴻星 oder 崑崙鴻星, Pinyin Shēnzhèn Kūnlún Hóngxīng oder Kūnlún Hóngxīng, Yale Sāmzan Kwānlèuhn Hùhngsīng oder Kwānlèuhn Hùhngsīng) gegründet wurde. Zwischen 2017 und 2019 spielte das Team in der Canadian Women’s Hockey League und unterstand der Chinese Ice Hockey Association (CIHA). Finanziert wird das Frauenteam durch den gleichnamigen KHL-Teilnehmer Kunlun Red Star. 2018 fusionierten die Kunlun Red Star mit dem zweiten chinesischen CWHL-Teilnehmer, den Vanke Rays.

## Geschichte
Das Trainerteam bestand in der ersten Saison aus Digit Murphy sowie deren Assistentinnen Saara Niemi und Sun Rui.
Im Rahmen des CWHL Drafts 2017 wählten die Red Star in der ersten Runde Noora Räty und in der zweiten Alexandra Carpenter, nachdem das Management zuvor schon Kelli Stack verpflichtet hatte. Letztlich bestand das Team zur Hälfte aus chinesischen, zur anderen Hälfte aus nordamerikanischen und europäischen Athletinnen.
Um die Reisekosten und die Belastungen für die Spielerinnen zu minimieren, verweilte das komplette Team viermal in Nordamerika, jeweils für etwa drei Wochen. In der Saison 2017/18 belegten die Red Star nach der Hauptrunde den zweiten Platz und erreichten in den Play-offs das Finale um den Clarkson Cup, das sie mit 1:2 nach Verlängerung verloren.
Vor der Saison 2018/19 wurden der zweite chinesische CWHL-Teilnehmer, die Vanke Rays, aufgelöst respektive mit Kunlun Red Star fusioniert. Das so entstandene Team spielte unter dem Namen Shenzhen KRS Vanke Rays in der CWHL. Nach der Saison 2018/19 wurde die CWHL aufgelöst. Die Frauenmannschaft von Kunlun Red Star wechselte daraufhin zur Saison 2019/20 in die Schenskaja Hockey-Liga und spielt damit so wie alle anderen Mannschaften von KRS in von Russland aus organisierten Wettbewerben.
Im März 2020 gewannen die Vanke Rays die Meisterschaft dieser Liga, obwohl sie aufgrund der COVID-19-Pandemie ab Januar 2020 ausschließlich Auswärtsspiele bestreiten mussten. Zur Saison 2021/22 zog das Team aufgrund der Reisebeschränkungen aufgrund der Pandemie in die Mytischtschi-Arena im Oblast Moskau um, in der auch der Profi-Männerklub von KRS spielt.
2022 gewann das Team eine weitere Meisterschaft in der russischen Frauenliga. Zur Saison 2022/23 wurde das Team in Shenzhen Kunlun Red Star umbenannt und Scott Spencer als neuer Cheftrainer verpflichtet.

## Cheftrainer
- Margaret Murphy – 2017/18
- Bob Deraney –  Jun. 2018–Feb. 2019
- Mike LaZazzera – Feb. 2019–Mär. 2019
- Brian Idalski – 2019–2022
- Scott Spencer – seit 2022